# Neopelomyia longicera
Neopelomyia longicera är en tvåvingeart som beskrevs av Foster 1976. Neopelomyia longicera ingår i släktet Neopelomyia och familjen Canacidae.
Artens utbredningsområde är Kalifornien. Inga underarter finns listade i Catalogue of Life.